# Erzbistum Campinas
Das Erzbistum Campinas (lateinisch Archidioecesis Campinensis, portugiesisch Arquidiocese de Campinas) ist eine in Brasilien gelegene römisch-katholische Erzdiözese mit Sitz in Campinas im Bundesstaat São Paulo.

## Geschichte
Das Erzbistum Campinas wurde am 7. Juni 1908 durch Papst Pius X. mit der Apostolischen Konstitution Dioecesium nimiam aus Gebietsabtretungen des Erzbistums São Paulo als Bistum Campinas errichtet. Das Bistum Campinas wurde dem Erzbistum São Paulo als Suffraganbistum unterstellt. Am 24. Juli 1925 gab das Bistum Campinas Teile seines Territoriums zur Gründung des Bistums Bragança Paulista ab. Eine weitere Gebietsabtretung erfolgte am 26. Februar 1944 zur Gründung des Bistums Piracicaba.
Am 19. April 1958 wurde das Bistum Campinas durch Papst Pius XII. mit der Apostolischen Konstitution Sacrorum Antistitum zum Erzbistum erhoben. Das Erzbistum Campinas gab am 7. November 1966 Teile seines Territoriums zur Gründung des Bistums Jundiaí ab. Weitere Gebietsabtretungen erfolgten am 29. April 1976 zur Gründung des Bistums Limeira und am 23. Dezember 1997 zur Gründung des Bistums Amparo.

## Ordinarien

### Bischöfe von Campinas
- João Batista Corrêa Néri, 1908–1920
- Francisco de Campos Barreto, 1920–1941
- Paulo de Tarso Campos, 1941–1958

### Erzbischöfe von Campinas
- Paulo de Tarso Campos, 1958–1968
- Antônio Maria Alves de Siqueira, 1968–1982
- Gilberto Pereira Lopes, 1982–2004
- Bruno Gamberini, 2004–2011
- Airton José dos Santos, 2012–2018, dann Erzbischof von Mariana
- João Inácio Müller OFM, seit 2019